# Fabian Miesenböck
Fabian Miesenböck (Klagenfurt am Wörthersee, 7 luglio 1993) è un calciatore austriaco, centrocampista del Maria Saal.

## Caratteristiche tecniche
È un esterno sinistro.

## Carriera
Ha esordito fra i professionisti il 19 agosto 2011 con il Parndorf in occasione del match perso 1-0 contro lo Schwechat.

## Palmarès

### Club

#### Competizioni nazionali
- Coppa di Slovacchia: 1

Spartak Trnava: 2018-2019